# Hallenstadion
Hallenstadion – arena w Zurychu w Szwajcarii. 

## Budowa i renowacja
Została zaprojektowana przez Bruno Giacomettiego i otwarta 18 lipca 1939 roku. W 2005 roku przeszła gruntowną renowację, a jej pojemność wynosi 13 000. Koszty odnowy szacowane w 2006 wyniosły 147 milionów franków szwajcarskich.

## Sport
- Swoje mecze rozgrywa w hali drużyna hokeja na lodzie ZSC Lions (od 1950).
- W Hallenstadion odbywa się wiele wydarzeń sportowych, w tym mecze hokeja na lodzie, tenisa oraz piłki ręcznej:
  - Mistrzostwa Europy w Piłce Ręcznej Mężczyzn 2006
  - Mistrzostwa Świata w Hokeju na Lodzie Kobiet 2011/Elita

## Wydarzenia kulturalne
Wśród artystów, którzy wystąpili w arenie są m.in.: Ariana Grande, Jimi Hendrix, Deep Purple, Queen, Metallica, Alice in Chains, Mariah Carey, Tina Turner, AC/DC, Cher, Britney Spears, Beyoncé Knowles, Led Zeppelin, Bob Marley, The Rolling Stones, KISS, Iron Maiden, Barbra Streisand, Elton John, Céline Dion, Mark Knopfler i Post Malone.  
Zawody Monster Jam -19–21 kwietnia 2024.

## Literatura
- Hallenstadion Zürich 1939/2005. Die Erneuerung eines Zweckbaus. gta Verlag Zürich 2006. ISBN 978-3-85676-170-7.